# ثاد سبنسر
ثاد سبنسر (بالإنجليزية: Thad Spencer)‏ مواليد 28 مارس 1943 في أوريغون، الولايات المتحدة، كان ملاكم محترف أمريكي صنّف ضمن فئة الوزن الثقيل.

## المسيرة الاحترافية
من نزالاته:
- خسر أمام رون ستاندر (1971/04/23).
- خسر أمام ماك فوستر بالضربة القاضية (1969/05/20).
- خسر أمام بيلي ووكر بالضربة الفنية القاضية (1968/11/12).
- خسر أمام لوتس مارتن بالضربة الفنية القاضية (1968/05/28).
- خسر أمام جيري كواري بالضربة الفنية القاضية (1968/02/03).
- انتصر على إيرني تيريل (1967/08/05).
- انتصر على براين لندن (1966/05/02).
- انتصر على جاك بوديل (1966/04/18).

## إحصائيات
خاض خلال مسيرته 46 نزالا، فاز في 32 وتعادل في 1 وخسر في 13. فاز بالضربة القاضية في 14 نزالا.

## روابط خارجية
- ثاد سبنسر على موقع بوكس ريك (الإنجليزية) (registration required)